# بيرغوس
بيرغوس: (باليونانية:Πύργος)، ( بالإنجليزية:Pyrgos)، مدينة يونانية تقع في جنوب غرب البلاد، وهي عاصمة مقاطعة إيليا أحد المقاطعات المشكلة لمنطقة غرب اليونان الإدارية.

## الموقع والسكان والتسمية
تقع المدينة في وسط السهل الممتد على طول الساحل الغربي لشبه جزيرة المورة، بحيث توجد على مسافة 4 كيلومتر من ساحل خليج كيباريسيا التابع للبحر الأيوني. تبعد عن باتراس مسافة 96 كيلومتر، وعن أثينا مسافة 320 كيلومتر.
يبلغ عدد سكان المدينة حوالي 35 ألف نسمة، أما اسمها فهو يعود للفظ بيرغوس (Pyrgos) باللغة اليونانية والذي يعني البرج أو القصر.

## التاريخ
من المعتقد أن بيرغوس تقع فوق مكان مدينة ديسبونتيوم (Dyspontium)  القديمة، أما اسم المدينة فقد أتى من القصر الذي بني عام  1512 كمقر للمطرانية من قبل يورغوس تسيرونداس الزعيم المحلي لمنطقة إيليا.
أصبح الموقع التي أنشأه تسيرونداس في الفترة الفينيسية عبارة عن محطة متوسطة  لعبور البضائع والتجار نحو زاكينثوس، وتدريجياً نمى ليصبح مستوطنة ومن ثم مدينة مهمة في إيليا ولكن المدينة لم تعرف باسمها الحالي حتى عام 1778 م.
لعبت المدينة خلال حرب استقلال اليونان عام 1821 م.  دوراً مهماً فقد كانت من أولى المدن التي أعلنت التمرد على الأتراك، وانضم العديد من سكانها إلى القوات غير النظامية المسماة فيليكي إتيريّا (Filiki Etairia) ولكن الجيش المصري بقيادة إبراهيم باشا حاصرها في تشرين الثاني/نوفمبر عام 1825، ونجح بدخولها بعد ذلك بثلاثة أشهر ودمرها وقتل الكثير من سكانها.
بعد خروج القوات التركية والمصرية ونشوء الدولة اليونانية الحديثة شهدت المدينة نمواً متسارعاً نظراً لأنها عادت المركز المطراني والتجاري لمنطقة إيليا، استمر هذا الأمر حتى ثلاثينيات القرن العشرين عندما بدأت الأزمات الاقتصادية ومن ثم الحرب العالمية الثانية.

## متفرقات
- يعتبر بناء المقر البلدي، السوق البلدي، ومسرح أبوللون من أهم معالم المدينة التي تعود للقرن التاسع عشر.
- أهم كنائس المدينة هي : -كنيسة القديس خارالامبوس (أغيوس خارالامبوس) التي بنيت عام 1687 م، والقديس خارالامبوس هو شفيع بيرغوس -كنيسة القديسة كيرياكي (أغيا كيرياكي)، وهي مبنية على الطراز القوطي وتعتبر أقدم كنيسة في المدينة -كنيسة القديس نقولا (أغيوس نيكولاوس) وهي كاتدرائية المدينة.
- أهم نادي كرة قدم في المدينة هو بانيلياكوس أف سي، ويلعب حالياً في دوري الدرجة الثالثة اليوناني.
- يوجد في المدينة أقسام المعلوماتية والإعلام من معهد باتراس التقني العالي.
- تعتبر المدينة قاعدة للانطلاق نحو موقع مدينة أولمبيا القديمة التي تقع على مسافة 19 كيلومتر إلى الشرق من بيرغوس.
- ولد في المدينة لاعب كرة القدم اليوناني يورغوس كاراغونيس.